# Agrotis furushonis
Agrotis furushonis là một loài bướm đêm trong họ Noctuidae.